# 莫内西廖
莫内西廖（義大利語：Monesiglio），是意大利库内奥省的一个市镇。总面积12平方公里，人口736人，人口密度61.3人/平方公里（2009年）。ISTAT代码为004131。